# Colegio de San Miguel de Guayangareo
El Colegio de San Miguel de Guayangareo fue una institución del virreinato de Nueva España fundada aproximadamente entre finales de 1548 y principios de 1549 por Fray Juan de San Miguel con la finalidad de instruir a los hijos de españoles, mestizos e hijos de caciques de la provincia de forma general y enseñar la doctrina cristiana además por las necesidades de la población del Pueblo de Guayangareo o Nueva Ciudad de Michoacán. 

## Historia
Luego de la fundación este comenzó a desarrollarse bajo una constante atención del cabildo civil, la dirección y administración del colegio correría por cuenta del ayuntamiento a diferencia del Colegio de San Nicolás Obispo en Pátzcuaro, institución a cargo del obispo y cabildo eclesiástico.
A pesar de esto el pueblo de Guayangareo continuaba con su pretensión de ser la "Ciudad de Mechoacán". Y como no estaba a favor y la protección del virrey Antonio de Mendoza, que tomaría el cargo de virrey del Perú, los nuevos pobladores promovieron ante la corona varias peticiones:
4ta. Que se den a la ciudad tributos o dinero de la caja real para ayudar al colegio que "se ha propuesto y comenzado a fundar", "do hay preceptores".
Sin esperar respuesta, los vecinos de Guayangareo insistieron en una carta con ocho peticiones al emperador.
1o. Que los pueblos de Capula, Matalcingo y Necotlán hagan obras públicas o se hagan con rentas reales.
2do. Que la mitad de las penas de las mesta de Nueva España sea para sustentar el colegio que se funda para españoles e indios.
3ro. Que los preceptores del colegio sean pagados por la corona.
4to. Que se establezca aquí la catedral.
La institución ya rebasaba el nivel de escuela de primeras letras, además su similitud con el Colegio de San Nicolás fundado por Vasco de Quiroga debido a que ambas instituciones no solo estaban destinadas a españoles sino también a mestizos e indios. La finalidad del colegio era más general y vaga en comparación con el Colegio de San Nicolás.